# Mechaal al-Ahmad al-Jaber al-Sabah
Cheikh Mechaal al-Ahmad al-Jaber al-Sabah (en arabe : الشَّيْخ مِشعَل الأَحمَد الْجَابِر الصَّباح), né le 27 septembre 1940 au Koweït, est l'actuel émir du Koweït, depuis le 16 décembre 2023. Alors âgé de 83 ans, il succède à cette date à son demi frère Nawaf al-Ahmad al-Jaber al-Sabah.

## Biographie
Mechaal est né le 27 septembre 1940 sous le règne de son père Ahmad al-Jaber al-Sabah (1921-1950), alors dixième souverain du cheikhat du Koweït. Il est le septième fils d'Ahmad et le demi-frère cadet paternel de trois émirs du Koweït : Jaber (1977-2006), Sabah (2006-2020) et Nawaf (2020-2023). 
Mechaal débute son enseignement primaire à l'école Al Mubarakiya au Koweït, puis part à l'étranger au Royaume-Uni pour étudier au Hendon Police College (en), où il obtient son diplôme en 1960. Il rejoint par la suite le ministère koweïtien de l'Intérieur. De 1967 à 1980, il est le chef du service de renseignement et de sécurité de l'État du ministère de l'Intérieur. À cette fonction, Mechaal supervise le développement de l'organisation de renseignement en service de sécurité de l'État du Koweït, et il est le premier directeur de ce service.
Affirmant qu’il ne laisserait pas la démocratie « détruire l’État », l'émir a décidé de suspendre le Parlement le 10 juin 2024 et a annoncé une révision de la Constitution. Une vague de répression s'ensuit contre l'opposition, conduisant à des arrestations. Par ailleurs, en six mois, des dizaines de milliers de personnes ont été déchues de leur nationalité, devant apatrides du jour au lendemain. Sous couvert de lutte contre la fraude, cette politique vise notamment des personnes issues de tribus considérées par le pouvoir comme « déloyales ».

## Vie personnelle
Mechaal a deux femmes, Nuria bint Sabah al-Salim al-Sabah marié en 1963 et Munira bint Badah ‘Abu al-Ghanaym al-Mutairi al-Andalus depuis 1993. Il a douze enfants dont cinq garçons et sept filles.
Il est l'un des fondateurs et président honoraire de la Kuwait Amateur Radio Society (en). Il est également président honoraire de l'Association des pilotes d'aéronefs du Koweït et du Diwan des poètes.

## Décorations
- Membre de classe exceptionnelle de l'ordre de Cheikh Issa ben Salmane Al Khalifa (en) (Bahreïn), 13 février 2024[5].
- Commandeur de l'ordre national de la Légion d'honneur (France), le 4 décembre 2018 par Florence Parly, ministre des Armées[6].
- Collier de l'ordre du roi Abdelaziz (Arabie saoudite), le 30 janvier 2024[7].
- Collier de l'ordre d'Al Saïd (en) (Oman), 6 février 2024[8].
- Ordre de Zayed (Émirats arabes unis), le 5 mars 2024[9].